# Miky Boselli
Miky Boselli (Milano, 1º giugno 1970) è un conduttore radiofonico, disc jockey e attore teatrale italiano.
Boselli è anche autore di trasmissioni radiofoniche.

## Biografia
Ha studiato recitazione presso il Teatro Prova di Bergamo e continua tuttora il suo percorso teatrale.
È stato conduttore con Corrado Tedeschi.
Da più di quindici anni nel mondo della radio, ha lavorato per dieci anni come speaker nella superstation lombarda Radio Number One.
Viene ingaggiato nel 2004 da Discoradio, all'epoca la radio dance più ascoltata in Italia, dove conduce uno dei programmi più apprezzati dagli appassionati di musica da discoteca: The Best Of Disco, programma dal quale è nata anche una compilation di successo. Nel settembre del 2007 ritorna a Radio Number One sotto la direzione di Luca Viscardi per condurre Casa Number One il programma contenitore del pomeriggio, dalle 14 alle 17. 
Nel corso di questi anni ha avuto l'occasione di interagire spesso con il pubblico grazie alle centinaia di serate ed eventi nelle piazze e nelle discoteche del Nord Italia come DJ ed animatore, collaborando con molti personaggi del mondo dello spettacolo e della televisione (partecipanti a programmi quali Grande Fratello 1-2-3-4-5, Uomini e donne, Amici di Maria De Filippi, Passaparola, Mai dire Gol, Zelig Circus, Striscia la notizia).
È stato protagonista di diverse iniziative di spessore nel 2008 come il Campionato del Mondo di Trial Indoor al Forum di Assago, e nella stessa location ha condotto il pre-show di aprile del concerto evento di Davide Van de Sfroos. In piazza a Bergamo (sentierone) ha partecipato ad eventi come il capodanno 2001-2002 e 2003-2004, presentando ed animando con la musica del suo dj set, prima e dopo il concerto de Le Vibrazioni. Tournée estive per le piazze del Nord Italia e varie iniziative lo hanno coinvolto personalmente come presentatore e DJ.
Tra le sue esperienze da segnalare anche la partecipazione come ospite alla trasmissione Cultura moderna, in onda su Canale 5 nel maggio 2007.
Dal 2013 al 2021 è stato speaker ufficiale dell'Atalanta allo stadio Atleti Azzurri d'Italia, poi rinominato Gewiss Stadium per ragioni di sponsorizzazione.

## Miky Boselli a Discoradio
Miky Boselli arriva a Discoradio l'11 settembre 2004 con la conduzione di Discoradio Happy Disco ogni weekend dalle 11 alle 14, tre ore di intrattenimento nella fascia traghetto fra mattino e primo pomeriggio; qualche mese più tardi nasce The Best of Disco: in 60 minuti, dal Lunedì al Giovedì, tra le 23 e le 24, venivano riproposti 15 successi dance dal 1990 ai primi anni del nuovo Millennio, come appunto citava il jingle: The Best of Disco, il meglio della disco degli ultimi 15 anni.
Dal Dicembre 2005, a Miky viene affidata anche la conduzione di Contatto House: un'ora e mezza in cui si riproponevano i pezzi house del momento, ogni giorno dal Lunedì al Venerdì tra le 19.30 e le 21; una novità di questo periodo è la diretta del The Best of Disco in prima serata tra le 21 e le 22 e la nascita all'interno dei 60 minuti, dell'appuntamento settimanale di Disco Studio Zeta con Matteo Epis e Edo Munari, in cui si riproponeva agli ascoltatori uno dei pezzi più ballati allo Studio Zeta nel corso degli anni '90, l'appuntamento era solito andare in onda al Venerdì attorno alle 21.30.
Anche il The Best of Disco dopo l'acquisto totale di Discoradio da parte del gruppo Radio Dimensione Suono è destinato a scomparire; l'ultima diretta verrà fissata per Venerdì 17 giugno 2007, in questa occasione Miky ha proposto agli ascoltatori i seguenti pezzi dance:
- Ti.Pi.Cal. feat. Josh - Round and round
- The Ark - It Takes a Fool to Remain Sane rmx
- Taleesa - Fallin' in love
- Urban Cookoe Collective - The key, the secret
- The Shamen - Comin' on
- The Lawyer - I wanna
- Caballero - Hymn
- Vandana - In the name of love
- KK - I let U go
- Interactive - Forever young
- Jam & Spoon - Right in the Night
- Simone Jay - Luv thang
- Lady Gee - The game is over
- Felix da Housecat - Silver screen
- Livin' Joy - Dreamer
- Gala - Freed from desire
- Kai Tracid - Life is too short

## Il ritorno a Radio Number One
Con il nuovo palinsesto e il nuovo stampo di conduzione radio di flusso adottato dal gruppo RDS, a partire da Lunedì 20 giugno 2007 resta a Miky la conduzione della fascia preserale tra le 18 e le 21. Miky Boselli saluta gli ascoltatori di Discoradio dopo oltre 3 anni, Domenica 14 ottobre 2007 durante il cambio di conduzione con Emiliano Picardi, al quale verrà affidata la fascia oraria da lui condotta finora.
Per Miky si chiude un capitolo, ma subito se ne apre uno nuovo: da lunedì 15 ottobre 2007 ecco l'impegno rinnovato con Radio Number One, con la conduzione di un programma nella fascia oraria dalle 14 alle 17: Casa Number One. Attualmente Miky è in onda dalle 13 alle 14 su Radio Number One nel programma One Match con Andrea Ferrari, dopo di lui Stefano Federici per il Pomeriggio Number One. Miky è anche conduttore della Play One il sabato dalle 17 alle 20 (la classifica delle 40 canzoni più trasmesse dalla radio durante la settimana) e del Weekend N1 la domenica alla stessa ora. Per non farsi mancare nulla, è anche speaker di One Dance, emittente che fa parte del Gruppo Radio Number One e di cui Dino Brown è direttore artistico.  

## Fonti
- DJP.it.